# Mimosybra gebeensis
Mimosybra gebeensis là một loài bọ cánh cứng trong họ Cerambycidae.